# Rosa Verbeeck
Rosa (Achiel Hortense) Verbeeck is een personage uit de Vlaamse soapserie Thuis dat gespeeld wordt door Annick Segal. Rosa maakte haar intrede in de allereerste aflevering.

## Geschiedenis
Rosa maakte haar intrede als moeder van Peggy en de veel jongere zus van Jenny Verbeeck. Nadat Luc Bomans, haar jeugdliefde, vertrok naar Amerika was ze ontroostbaar. Frank, Lucs oudere broer, maakte hier misbruik van en "troostte" haar. Dit resulteerde 9 maanden later in Peggy.
Rosa baatte haar eigen kapsalon uit dat ze huurde van Marianne Bastiaens, die het gekocht had van Fernand de wijkagent. Ze heeft een relatie gehad met Walter De Decker, die nog getrouwd was met Marianne. Wanneer Walter sterft, is de relatie al een tijdje over, maar doordat hij zijn testament niet had veranderd, erfde Rosa een dure halsketting en een chalet. Dit kon Marianne niet verdragen en leidde tot een vete die pas in seizoen 22 wordt bijgelegd.
Nadat Luc na 18 jaar terugkwam uit Amerika, begon Rosa opnieuw een relatie met hem. Hij ging werken voor Leontien Vercammen. Leontien werd verliefd op hem en wist Rosa en Luc uiteindelijk uit elkaar te krijgen. Hierna werd Rosa verliefd op Jean-Pierre De Ruyter, maar uiteindelijk koos hij voor Marianne. Vervolgens startte Rosa een relatie met Yves Akkermans, die in haar kapsalon kwam werken, totdat bleek dat hij biseksueel was. Toen Marianne het huurhuis verkocht, had Rosa niet de middelen om het huis te kopen. Daarom stopte ze met de zaak en ging werken in Hotel Ter Smissen wat werd uitgebaat door Werner van Sevenant. Rosa's wereld stortte in elkaar toen Peggy ging werken op een cruiseschip. Rosa leerde de Pool Waldek Kozinsky kennen en ze trouwden een paar jaar later. Werner Van Sevenant zoekt andere oorden op en verkoopt de gebouwen van "Ter Smissen" aan Marianne. Zij verhuurt "Ter Smissen" aan Rosa die zo de nieuwe uitbaatster wordt. Wanneer Rosa eindelijk zwanger raakt, zijn Waldek en zijn Rositska in de zevende hemel. Het loopt echter uit op een miskraam. Tijdens kerst 2005 ontdekt Waldek een zwerfjongen uit Rusland in de stallen. Rosa en Waldek besluiten hem te adopteren en op te voeden. Kasper wordt een rebelse puber en gaat uiteindelijk werken op een cruiseschip en verlaat België. Jenny trok bij Rosa in een ging ook in "Ter Smissen" werken.
Wanneer blijkt dat Waldek een scheve schaats gereden heeft met Kris, zet Rosa Waldek de deur uit. Om hem te straffen begint ze te flirten met Luc. Het geflirt draait om in verliefdheid en Rosa en Luc beginnen opnieuw een relatie. Rosa en Waldek scheidden op 10 maart 2010.
Peggy staat plotseling zwanger voor de deur. Tot grote ergernis van Rosa staat Peggy het kind af aan Ann De Decker. Bianca Bomans en Tom De Decker komen niet veel later ook terug uit Canada. Tom blijkt de vader van Peggy's baby te zijn. Dit resulteert in een breuk tussen Jenny en Rosa. Rosa stopt bij "Ter Smissen" en gaat enige tijd als administratief bediende aan de slag bij "Sanitechniek". Jenny neemt "Ter Smissen" tijdelijk over en kan de ruzie met Rosa bijleggen waardoor zij terugkeert.
De relatie tussen Luc en Rosa zit goed, maar na een tijdje bekent Waldek dat hij nog steeds verliefd is op Rosa. Luc vraagt Rosa ten huwelijk, maar zij wil nog even wachten. Luc voelt zich bedreigd door Waldek en stelt met Freddie Colpaert een plan op om Waldek zwart te maken bij Rosa: hij laat hem stelen uit het magazijn en aan zwartwerk doen. Rosa wil niets meer met Waldek te maken hebben en aanvaardt een huwelijk met Luc. Waldek komt te weten wat Luc heeft gedaan en vertelt dit aan Rosa, die hem eerst niet gelooft. Wanneer Luc en Rosa in het gemeentehuis staan om elkaar het jawoord te geven, komt Waldek binnen. Rosa kiest voor Waldek. Het voorziene huwelijksfeest in "Ter Smissen" wordt aangepast. Tijdens dat feest gijzelt Rafael Campo zijn halfzus Femke Fierens in een van de kamers en sticht brand. Uiteindelijk wordt iedereen gered, op Freddie na, maar "Ter Smissen" brandt grotendeels af.
Niemand komt achter de ware toedracht van de brand dus dagen Rosa en Jenny Marianne voor de rechter omdat zij als huisbaas niet de nodige renovaties heeft gedaan, hoewel ze op de hoogte was van de tekortkomingen. De rechter acht Marianne schuldig waardoor zij een redelijke som geld dient te betalen. Met dat geld investeren Rosa en Jenny in een hoeve die ze ombouwen tot de bed & breakfast "Zus & Zo". Marianne verneemt dat het gebouw voorheen werd gebruikt als swingersclub. Uit wraak plaatst ze valse advertenties in de krant alsof de swingersclub terug is geopend. Haar opzet lukt initieel, maar Rosa en Jenny geraken van het slechte imago redelijk snel af.
Waldek wil samen met David Magiels, Frank Bomans, Eddy Van Notegem en Geert Smeekens investeren in een brouwerij, maar heeft niet voldoende geld. Rosa leent hem het geld uit liefde. Niet veel later verneemt Rosa dat David een geheime relatie heeft met Marianne. Dit heeft ze kunnen afleiden uit beelden van de bewakingscamera. Ze licht Geert in over de affaire.
Rosa is initieel blij wanneer hun pleegzoon Kasper plotseling terug is. Toch wantrouwt ze hem omwille van zijn vreemde gedrag. Haar gevoel heeft het bij het rechte eind: Kasper is een drugskoerier en inbreker. Wanneer ze dit verneemt, wil ze Kasper eerst uit haar leven, maar komt al snel tot de conclusie dat ze hem beter kan helpen om hem uit zijn benarde situatie te halen. Tijdens een inbraak in de Noorderzon komt Kasper ten val en wordt hersendood verklaard. Geert Smeekens vraagt aan Rosa en Waldek om Kasper als orgaandonor te gebruiken. Rosa wil dit absoluut niet, maar komt dan in contact met een kind dat dringend op zoek is naar een donor en dat Kasper hem kan redden. Hierdoor geven Rosa en Waldek uiteindelijk toch hun toestemming.
Reeks 19: De eigenaars van de "Zus & Zo" verkopen de gebouwen voor 750.000 euro. Rosa tracht tevergeefs om investeerders te zoeken en de bank wil hen geen lening geven. Waldek krijgt bericht van zijn zus Beata dat hun ouderlijk huis wordt verkocht. Waldek wil met Rosa naar Polen verhuizen en koopt Beata uit. Echter, nadat Peggy blindt wordt tijdens een carjacking worden de verhuisplannen opgeborgen. Ondertussen is de "Zus & Zo" gekocht door Luc Bomans die wat positieve veranderingen wil maken aan de B&B. Rosa en Jenny dienen de inrichting van de nieuwe kamers te financieren, maar hebben daarvoor niet het geld. Luc is bereid een lening te geven in ruil voor 40% van de aandelen van "Zus & Zo".
Wanneer Peggy Lucas, het zoontje van Peter Vlerick en Femke Fierens, ontvoert, start Rosa een zoektocht met haar wagen. Ze heeft een ongeval en belandt voor enkele weken in een coma. Jenny beslist haar aandelen te verkopen aan Peggy. Peggy tracht enkele veranderingen door te voeren die niet altijd worden geapprecieerd door de klanten. Rosa en Waldek reizen naar Polen en trouwen. Luc en Peter hebben het label "De Withoeve" opgericht. Het gamma bestaat uit dure streekproducten. Zij willen dat "Zus&Zo" deze producten aanbiedt en gebruikt in de maaltijden. Peggy en Rosa weigeren, waardoor Luc op zijn beurt beslist om de klanten van zijn teambuildingbedrijf niet langer in "Zus & Zo" onder te brengen. Meer nog, samen met Peter beraamt hij een plan om Rosa uit de B&B te zetten omwille van slecht management. Nadat Femke ontdekt dat Luc valse facturen opstelt, chanteren ze hem en komen zo in bezit van al zijn aandelen. Daarop herstarten zij de samenwerking met Rosa en Peggy.
Waldek is niet meer verliefd op Rosa en wil scheiden. Verder is zij de incidenten met Peter en Femke meer dan beu en besluit een herscholingscursus te volgen. Zodra ze haar diploma heeft behaald, is ze van plan te stoppen met de "Zus & Zo". Ze begint in 2016 als medewerkster in een verzorgingscentrum waar Luc Bomans verblijft. Wanneer Angele Backx in hetzelfde gebouw als Rosa komt wonen, worden ze beste vriendinnen. Ze zoeken dan ook samen in dancings mannen met wie ze eenmalig het bed delen en beiden krijgen zo een schaamluisinfectie waarna Rosa zulke dates voor bekeken houdt.
Rosa wordt verliefd op Steven Lambrechts, zaakvoerder van een groot bedrijf in de scheepvaartindustrie. Steven lijdt aan ALS. Na enige tijd trouwen ze. Steven wil van het leven genieten en beslist daarom om op pensioen te gaan. Ook Rosa neemt eenzelfde beslissing. Stevens gezondheid gaat zienderogen achteruit en hij gaat akkoord met euthanasie. Rosa erft de villa van Steven en woont er met zijn zoon Kobe en zijn echtgenote Pauline.
Rosa begint later een relatie met Jacques Pieters, waarvan ze niet weet dat hij een moordenaar en verkrachter is. Dieter Van Aert confronteert Rosa met het feit dat Jacques mogelijk iets met de dood van Jasper en Roxanne te maken heeft. Hoewel Rosa hieraan eerst geen geloof kan hechten, begint ze later te beseffen dat Jacques inderdaad hier iets mee te maken zou kunnen hebben. De bewijzen tegen Jacques stapelen zich op en agenten Dieter en Tim besluiten Jacques thuis te arresteren. Rosa moet met hem bellen en doen alsof ze een gezellige avond gaan beleven. Jacques wordt echter gevold door agente Lexie en merkt dit. Hij verdwijnt hierna met de noorderzon met de dreigende zin: "Je zal me zeker nog zien daar mag je gerust in zijn." Rosa is door dit voorval enorm aangedaan en trekt tijdelijk bij Waldek in. De twee lijken weer naar elkaar toe te groeien. Weken wordt er niets van Jacques gehoord, tot hij plotseling opduikt bij Bar Madame. Hij gijzelt Rosa en Waldek en dreigt hun neer te schieten nabij een kanaal. Agent Dieter Van Aert schiet Jacques neer, Rosa en Waldek zijn gered. Nu Jacques dood is, voelt Rosa zich gerust, maar enkele dagen later blijkt de hond van Kobe op koelbloedige wijze gedood te zijn. Het is zo goed als zeker dat Jacques het schot overleefd heeft en hierachter zit. En inderdaad, politieagenten Dieter en Tim treffen zijn auto aan. Ondertussen is Jacques zwaargewond en vlucht hij naar een boerderij. Hij vermoordt de bewoonster en lokt Judith naar de boerderij, waar hij haar vasthoudt. Jacques verlaat even het huis, waarop Judith Thilly kan bereiken. Die gaat samen met Waldek naar het huis en verlost Judith. Jacques betrapt hen en dreigt hen neer te schieten, maar agent Tim schiet Jacques in zijn rug en hij is op slag dood niet wetende dat hij Rosa zonet heeft ontvoerd en vasthoudt in zijn autogarage. Waldek vindt Rosa in de koffer van de auto. Rosa overleeft dit voorval en start later een relatie met de gepensioneerde zeeman Dirk , maar deze relatie loopt enkele maanden later weer op de klippen.